# Aeropuerto de Hall Beach
El Aeropuerto de Hall Beach (del inglés: Hall Beach Airport) (IATA: YUX, OACI: CYUX) está ubicado en Hall Beach, Nunavut, Canadá y es operado por el gobierno de Nunavut.

## Aerolíneas y destinos
- Canadian North
  - Iqaluit / Aeropuerto de Iqaluit
  - Igloolik / Aeropuerto de Igloolik
- First Air
  - Iqaluit / Aeropuerto de Iqaluit
  - Igloolik / Aeropuerto de Igloolik